# Stroggylocephalus favosus
Stroggylocephalus favosus är en insektsart som beskrevs av Yang. Stroggylocephalus favosus ingår i släktet Stroggylocephalus och familjen dvärgstritar. Inga underarter finns listade i Catalogue of Life.